# کریستن پراوت
کریستن پراوت (انگلیسی: Kirsten Prout؛ زادهٔ ۲۸ سپتامبر ۱۹۹۰) بازیگر اهل کانادا است. پراوت حرفه بازیگری خود را در ده سالگی پس از بازی در یک تبلیغ تلویزیونی در مقابل وین گرتسکی، ستاره ان‌اچ‌ال، آغاز کرد. وی دانش‌آموختهٔ رشتهٔ ادبیات انگلیسی در دانشگاه مک‌گیل است.
از فیلم‌ها یا برنامه‌های تلویزیونی که وی در آن نقش داشته است می‌توان به گرگ و میش: کسوف، الکترا، ان‌سی‌آی‌اس، لذت سواری ۳، غیب‌گو و کایل ایکس‌وای اشاره کرد.